# Charles Marowitz
Charles Marowitz (New York, 26 gennaio 1934 – Agoura Hills, 2 maggio 2014) è stato un drammaturgo e scrittore statunitense, critico teatrale e stretto collaboratore di Peter Brook alla Royal Shakespeare Company. A Londra ha fondato e diretto la The Open Space Theatre. Ha collaborato con The New York Times, The Times e Swans Commentary..
È noto in particolare per le opere teatrali Murdering Marlowe (edita in cartaceo presso Dramatists Play Service, Inc., 2005), confronto immaginario tra William Shakespeare e Christopher Marlowe, e Sherlock's Last Case, rappresentata a Broadway nel 1987.